# Gerald Cannon

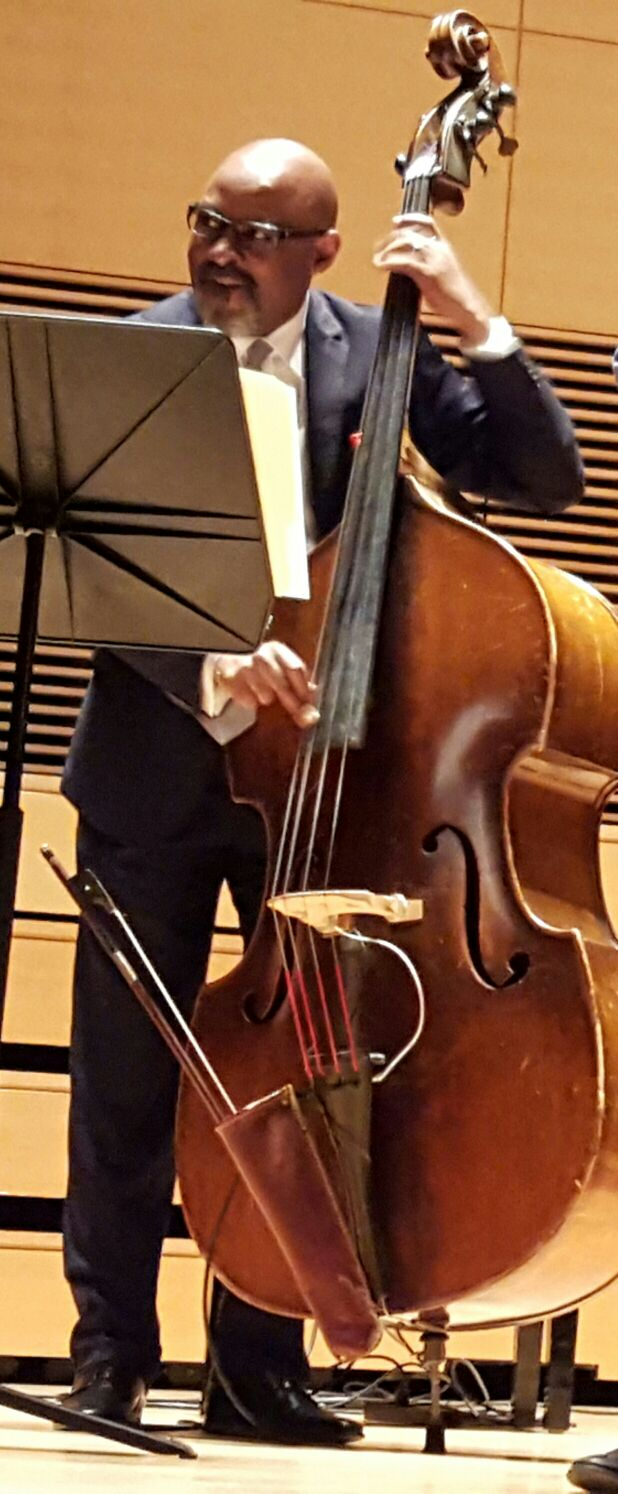
Gerald Cannon

Gerald Leon Cannon (* 15. März 1958 in Racine, Wisconsin) ist ein US-amerikanischer Jazz-Bassist.

## Leben und Wirken
Erste musikalische Erfahrungen sammelte Cannon in einer Gospelgruppe; mit neun Jahren begann er Bassgitarre zu spielen. Ersten Unterricht hatte er bei seinem Vater, einem Gitarristen; später studierte er an der University of Wisconsin - La Crosse, wo er 1978 bei einem Kurs auf Milt Hinton traf, was ihn veranlasste zum Kontrabass zu wechseln. Von 1978 bis 1982 studierte er am Musikkonservatorium von Wisconsin in Milwaukee. Seine Karriere begann er auf lokaler Ebene, als er die Sängerin Penny Goodwin begleitete.
Er zog dann 1983 nach New York City, spielte kurz bei Art Blakeys Jazz Messengers, Phillip Harper und James Williams. 1996 kehrte er dann nach Milwaukee zurück, wo er dort gastierende Musiker wie Dexter Gordon, Cedar Walton oder Mose Allison begleitete. Buddy Montgomery holte ihn erneut nach New York, um 1989/90 in dessen Duo im Parker Meridian Hotel zu spielen.
Anfang der 90er arbeitete Cannon mit einem eigenen Sextett in Milwaukee; außerdem unterrichtete er am dortigen Konservatorium. Wieder in New York, begleitete er den Sänger Andy Bey, spielte ab 1994 bei Roy Hargrove und ab 1997 bei Frank Foster. 1997 nahm er Unterricht bei Buster Williams und bei Ray Brown. 1998 spielte er bei Anthony Wonsey/Nicholas Payton, 1999 bei Ralph Peterson, 2002 bei Jeremy Pelt, 2003 bei Wayne Escoffery und 2004 im Trio von Ralph Peterson mit dem Pianisten Rick Germanson. 2008 ging er im Quartett von McCoy Tyner mit Gary Bartz auf Tournee; 2014 spielt er im Joe Farnsworth Quartett, 2019 im Duane Eubanks Quintett und im Justin Robinson Quartett.2023 legte er das Album Live at Dizzy’s Club: The Music of Elvin & McCoy (Woodneck Records) vor.